# Foza
Foza est une commune italienne de la province de Vicence dans la région Vénétie en Italie.

## Culture
Le viaduc Valgadena, qui relie les zones municipales d'Enego et Foza, fait partie des plus hauts viaducs d'Italie. Inauguré en 1990, il mesure 175 m de haut et 282 m de long et est maintenant utilisé pour la pratique du saut à l'élastique, considéré comme le plus haut point de saut en Italie.[réf. nécessaire]

## Administration
| Période                                  | Période | Identité | Étiquette | Qualité |
| ---------------------------------------- | ------- | -------- | --------- | ------- |
|                                          |         |          |           |         |
| Les données manquantes sont à compléter. |         |          |           |         |

### Communes limitrophes
Asiago (Italie), Enego, Gallio, Valstagna